# Basilia tarda
Basilia tarda är en tvåvingeart som beskrevs av Maa 1968. Basilia tarda ingår i släktet Basilia och familjen lusflugor.
Artens utbredningsområde är Moçambique. Inga underarter finns listade i Catalogue of Life.